# Ana Claudia Urbina
Ana Claudia Urbina Zapata (Sullana, Piura, 30 de marzo de 1996) es una cantante peruana, reconocida por su participación en diversas agrupaciones musicales del país, como Corazón Serrano, El Encanto de Corazón y Puro Sentimiento a la que actualmente pertenece. Además de su carrera musical, ha incursionado en la conducción televisiva.

## Biografía
Nació en Sullana, en la provincia homónima del departamento de Piura, junto a su hermana gemela, Ana Lucia Urbina, quien también es cantante. Desde temprana edad, mostró interés por la música y participó en programas televisivos. Aunque, antes de dedicarse de lleno a la música trabajó vendiendo raspadillas junto a su hermana Ana Lucia.
En 2014 participó del programa concurso La Voz Perú. En 2015, se unió a la agrupación de cumbia Corazón Serrano junto a su hermana Ana Lucía. Sin embargo, su permanencia fue breve; tras quedar embarazada, la agrupación anunció que se tomaría un descanso, pero posteriormente presentó a una nueva integrante, lo que llevó a Ana Claudia a desvincularse del grupo. Tras su salida de Corazón Serrano, se integró a la orquesta Puro Sentimiento. Posteriormente, también formó parte de El Encanto de Corazón, agrupación dirigida por la familia Guerrero Neira, pero dos años después volvió a Puro Sentimiento. En noviembre de 2017, anunció su salida de Puro Sentimiento para regresar a Piura y estar más cerca de su hijo.
Durante la pandemia de COVID-19, y debido a que por las restricciones no podía realizar conciertos, lanzó un emprendimiento de jabones artesanales llamado Tiadia Artesanal.
En agosto de 2021, fue presentada como nueva vocalista de la orquesta Zona Libre, convirtiéndose en la primera integrante femenina del grupo liderado por Ángelo Fukuy y Jonatan Rojas. Durante su tiempo en la agrupación, grabó temas como Qué pena por ti, parte del soundtrack de la telenovela Luz de Luna. En mayo de 2023, anunció el inicio de su carrera como solista, formando su propia orquesta. En 2024 volvió a Puro Sentimiento, orquesta de la que es parte de su delantera principal.